# James Vann Johnston
James Vann Johnston Jr. (Knoxville, 16 ottobre 1959) è un vescovo cattolico statunitense, dal 15 settembre 2015 vescovo di Kansas City-Saint Joseph.

## Biografia
Monsignor James Vann Johnston Jr. è nato a Knoxville il 16 ottobre 1959 da James, un contabile, e Pat (nata Huber). I suoi nonni erano battisti. Ha due sorelle, Beth e Amy, e un fratello, Steve.

### Formazione e ministero sacerdotale
Da ragazzo ha fatto parte dei Boy Scouts of America, ricevendo anche il grado di eagle scout. Dopo aver frequentato la Saint Joseph School e la Knoxville Catholic High School, ha studiato all'Università del Tennessee dove nel 1982 ha conseguito la laurea in ingegneria elettrica. Ha poi lavorato per una società di consulenza ingegneristica di Houston fino al 1985.
La fede e la generosità di sua madre e gli insegnamenti di papa Giovanni Paolo II lo hanno ispirato ad entrare in seminario. È entrato quindi nella Scuola di teologia dell'arciabbazia di Saint Meinrad dove ha conseguito un Master of Divinity.
Il 9 giugno 1990 è stato ordinato presbitero per la diocesi di Knoxville da monsignor Anthony Joseph O'Connell. È stato uno dei primi due sacerdoti ad essere ordinati per questa diocesi di recente creazione. In seguito è stato vicario parrocchiale della parrocchia di Santa Maria a Oak Ridge dal 1990 al 1992 e vicario parrocchiale della parrocchia di San Giuda a Chattanooga e cappellano ed insegnante presso la Notre Dame High School di Chattanooga dal 1992 al 1994. Dal 1994 al 1996 ha studiato all'Università Cattolica d'America di Washington per conseguire licenza in diritto canonico. In seguito è stato cancelliere vescovile e vicario parrocchiale della parrocchia del Santo Spirito a Knoxville dal 1996 al 2001, cancelliere vescovile e moderatore della curia dal 2001 al 2008 e parroco della parrocchia di Nostra Signora di Fatima ad Alcoa dal 14 maggio 2007 alla nomina episcopale.
Nel 2002, padre Johnston e altri due preti, Kevin e John Dowling, hanno salvato un padre e i suoi due figli mentre stavano facendo escursioni nel Glacier National Park nel Montana. Per le loro azioni, il 2 febbraio 2005, i tre sacerdoti hanno ricevuto il Citizen's Award for Bravery dal segretario degli interni Gale Norton. Dopo aver ricevuto il premio, padre Johnston ha osservato: "Siamo rimasti tutti molto sorpresi, in parte perché è successo due anni e mezzo fa, non pensavamo che troppe persone ne fossero a conoscenza".
Considerato alquanto conservatore nelle sue opinioni, Johnston sostiene la celebrazione della messa tridentina ma ha affermato di non "averne un grande attaccamento personale" a causa della sua giovane età. Supporta anche l'uso del canto gregoriano e della polifonia. Ha citato Dolly Parton, Chet Atkins e Alan Jackson come alcuni dei suoi artisti musicali preferiti.

### Ministero episcopale
Il 24 gennaio 2008 papa Benedetto XVI lo ha nominato vescovo di Springfield-Cape Girardeau. In seguito ha dichiarato in una conferenza stampa: "Sono desideroso di conoscere la Chiesa nel sud del Missouri e di far parte della famiglia di Dio qui". Johnston ha anche annunciato che, come vescovo, "cercherà coloro che si sono allontanati dalla pratica della loro fede cattolica, raggiungendo i non praticanti e cercando di incontrare fratelli e sorelle di altre comunità e Chiese di fede nelle aree di convinzione comuni e di preoccupazioni condivise". Ha ricevuto l'ordinazione episcopale il 31 marzo successivo dall'arcivescovo metropolita di Saint Louis Raymond Leo Burke, co-consacranti l'arcivescovo metropolita di Louisville Joseph Edward Kurtz e il vescovo emerito di Springfield-Cape Girardeu John Joseph Leibrecht. Durante la stessa celebrazione ha preso possesso della diocesi.
Nel maggio del 2009, notando che il presidente Barack Obama "ha preso provvedimenti su più fronti per minare la protezione della vita umana innocente", ha detto che la decisione dell'Università di Notre Dame di far pronunciare a Obama il discorso di inizio della cerimonia di laurea e di assegnarli una laurea honoris causa era "triste e sconcertante". Ha anche detto: "Mentre dobbiamo pregare per il nostro presidente, rispettare il suo ufficio e riconoscere e sostenere le buone cose che fa per guidare la nostra nazione, è anche nostro dovere rendere nota la nostra opposizione a quelle azioni e decisioni che sono in diretta opposizione alla legge morale e ai principi fondamentali dell'America".
Johnston ha criticato il trattamento ricevuto dalla Miss California Carrie Prejean, che si è piazzata seconda a Miss USA 2009, dopo che le è stato chiesto se sosteneva il matrimonio tra persone dello stesso sesso e aver risposto che non lo faceva. Ha detto che l'incidente "mostra quanto la cultura americana, in così poco tempo, si sia allontanata dagli ormeggi che hanno dato alla nazione forza e stabilità e mostra la feroce intolleranza di molti di coloro che sostengono la ridefinizione del matrimonio per includere le unioni dello stesso sesso".
Nel marzo del 2012 ha compiuto la visita ad limina.
Il 15 settembre 2015 papa Francesco lo ha nominato vescovo di Kansas City-Saint Joseph. Ha preso possesso della diocesi il 4 novembre successivo.
In seno alla Conferenza dei vescovi cattolici degli Stati Uniti è stato membro del comitato per la protezione dei bambini e dei giovani e del sottocomitato per il catechismo.

## Genealogia episcopale
La genealogia episcopale è:
- Cardinale Scipione Rebiba
- Cardinale Giulio Antonio Santori
- Cardinale Girolamo Bernerio, O.P.
- Arcivescovo Galeazzo Sanvitale
- Cardinale Ludovico Ludovisi
- Cardinale Luigi Caetani
- Cardinale Ulderico Carpegna
- Cardinale Paluzzo Paluzzi Altieri degli Albertoni
- Papa Benedetto XIII
- Papa Benedetto XIV
- Papa Clemente XIII
- Cardinale Enrico Benedetto Stuart
- Papa Leone XII
- Cardinale Chiarissimo Falconieri Mellini
- Cardinale Camillo Di Pietro
- Cardinale Mieczysław Halka Ledóchowski
- Cardinale Jan Maurycy Paweł Puzyna de Kosielsko
- Arcivescovo Józef Bilczewski
- Arcivescovo Bolesław Twardowski
- Arcivescovo Eugeniusz Baziak
- Papa Giovanni Paolo II
- Cardinale Raymond Leo Burke
- Vescovo James Vann Johnston